# Piotr Prusinowski
Piotr Prusinowski (ur. 3 sierpnia 1970 w Olsztynie) – polski prawnik, doktor habilitowany nauk prawnych, nauczyciel akademicki Uniwersytetu Warmińsko-Mazurskiego, sędzia Sądu Najwyższego. W latach 2021–2024 prezes Sądu Najwyższego kierujący Izbą Pracy i Ubezpieczeń Społecznych.

## Życiorys
Syn Jolanty i Włodzimierza. W 1994 ukończył studia prawnicze na Wydziale Prawa i Administracji Uniwersytetu Gdańskiego. W kwietniu 2007 na podstawie rozprawy doktorskiej pt. Zatrudnienie pracownicze a świadczenie pracy na podstawie umów cywilnoprawnych – w świetle prawa pracy i prawa wykroczeń otrzymał stopień doktora nauk prawnych, a w listopadzie 2016 uzyskał stopień doktora habilitowanego. 
Od września 1994 odbywał aplikację w Sądzie Wojewódzkim w Olsztynie. W 1996 po zdaniu egzaminu sędziowskiego pracował jako asesor – przez pierwszy rok w Sądzie Rejonowym w Kętrzynie, przez drugi rok w Sądzie Rejonowym w Olsztynie. W 1998 otrzymał nominację na sędziego Sądu Rejonowego w Olsztynie. Od 1999 orzeka tylko w sprawach pracowniczych i z zakresu ubezpieczeń społecznych. W marcu 2005 awansował do Sądu Okręgowego w Olsztynie, we wrześniu 2013 został oddelegowany do Sądu Apelacyjnego w Białymstoku. We wrześniu 2013 otrzymał nominację na sędziego apelacyjnego. W lutym 2016 nominowany na stanowisko sędziego Sądu Najwyższego.
Od 21 grudnia 1998 jest zatrudniony jako wykładowca akademicki. Zatrudniony jako adiunkt na Uniwersytecie Warmińsko-Mazurskim w Katedrze Prawa Pracy i Zabezpieczenia Społecznego. Jest autorem około 90 publikacji naukowych, w tym 4 monografii, komentarzy do Kodeksu pracy i artykułów. Od 2012 jako stały wykładowca Krajowej Szkoły Sądownictwa i Prokuratury.
Był instruktorem Związku Harcerstwa Rzeczypospolitej, w stopniu harcmistrza. 
2 września 2021 powołany na stanowisko prezesa Sądu Najwyższego kierującego pracą Izby Pracy i Ubezpieczeń Społecznych. 2 września 2024 roku zakończył pełnienie tego urzędu.